# Estefanía de Milly
Estefanía de Milly (aprox. 1145/1155 -  aprox. 1197) fue señora de Transjordania y una figura influyente en el Reino de Jerusalén. También era conocida como Etienette de Milly y Etiennette de Milly. Se casó tres veces: primero con Hunfredo III de Torón, segundo con Miles de Plancy, su tercer y último esposo fue Reinaldo de Châtillon.

## Familia y primeros años
Fue la hija menor de Felipe de Milly, señor de Nablus, e Isabel de Transjordania, que fue la hija y heredera de Mauricio, señor de Transjordania. A través de sus diversos matrimonios, varios de sus esposos se convirtieron en señores de Transjordania. Su primer matrimonio, en 1163, fue con Hunfredo III de Torón, que murió en 1173. Este matrimonio tuvo dos hijos: un hijo, Hunfredo (el futuro Hunfredo IV de Torón), y una hija, Isabel, que se casó con Rubén III de Armenia. Su segundo esposo fue Miles de Plancy, señor de Transjordania, que fue asesinado en 1174.

## Tercer matrimonio
En 1175 se casó con Reinaldo de Châtillon, el anterior príncipe consorte de Antioquía, que había sido liberado recientemente de su cautiverio en Alepo. Por su matrimonio con Reinaldo, Estefanía tuvo otros dos hijos: un hijo, Reinaldo, que murió joven, y una hija, Alix, quien se casó con Azzo VI de Este.
A través de Estefanía, Reinaldo sucedió como señor por derecho de su esposa del señorío de Transjordania, y utilizó su nueva posición para acosar las caravanas musulmanas y rutas de peregrinación, y en 1183 incluso amenazó con atacar a La Meca. En 1180, Balduino IV de Jerusalén había prometido a su media hermana de ocho años de edad Isabel con el hijo de Estefanía Hunfredo. El matrimonio se realizó en el castillo de Kerak en 1183. Las ceremonias fueron interrumpidas por la llegada de Saladino, que sitió el lugar en respuesta a las amenazas de Reinaldo contra La Meca. Según la crónica de Ernoul, Estefanía envió mensajeros a Saladino, recordándole la amistad que compartían cuando había estado preso en Kerak muchos años antes, lo que es probable que fuera una ficción o un evento mal recordado, ya que no se conoce que Saladino hubiera sido rehén en Kerak. Saladino no levantó el asedio, pero decidió no atacar la cámara de la boda de Hunfredo e Isabel. El asedio fue rápidamente levantado por el rey Balduino. El Old French Continuation de Guillermo de Tiro dice que Estefanía odiaba a la madre de Isabel María Comnena, y había evitado que tuviera algún contacto con su hija. Esto fue probablemente por razones políticas: Balduino había arreglado el matrimonio para eliminar a la niña de la influencia de la familia de su padrastro, los Ibelín.

## Captura de Hunfredo
Reinaldo siguió hostigando a las caravanas y rutas de peregrinación, lo que llevó a la invasión del reino por Saladino en 1187. Reinaldo fue asesinado en la batalla de Hattin, en el cual Hunfredo IV fue capturado. Saladino acordó devolver a Hunfredo a Estefanía a cambio de Kerak y Montreal, sin embargo, los castillos se negaron a rendirse, y Estefanía envió obedientemente a su hijo ante Saladino. Saladino se apiadó de ella y lo dejó en libertad. Su propio principado de Transjordania y sus castillos se perdieron ante Saladino en los pocos años de Hattin, y se encontraba tan lejos de la costa mediterránea, donde se encontraban las restantes fortalezas cruzadas, que permaneció en manos de los musulmanes.
Mientras su hijo Hunfredo parecer haber muerto antes que ella, la heredera de Estefanía (así como la heredera de Torón) fue su hija, Isabel.

## Prima homónima
Otra Estefanía de Milly fue la prima hermana de esta Estefanía. Fue la hija de Enrique de Milly o de Nablus, y primero se casó con Guillermo Dorel, señor de Botron, dándole una hija, Cecilia. Después de su muerte, se casó con Hugo III Embriaco, señor de Gibelet alrededor de 1179. Hugo murió en 1196. En 1197 este última Estefanía acompañó a un ejército para sitiar Gibelet, que había sido capturado por los musulmanes, y sobornó a un guardia para que les abriera las puertas de la ciudad. Ella parece haber muerto poco después de esto. Estefanía y Hugo tuvieron una hija Plaisance Embriaco, casada con Bohemundo IV de Antioquía, y un hijo, Guido I Embriaco, señor de Gibelet.